# Maulaj Sulajman
Maulaj Sulajman (arab. سليمان بن محمد = Sulaymān ibn Muḥammad, ur. w 1760, zm. 28 listopada 1822 w Marrakeszu) – sułtan Maroka z dynastii Alawitów, syn sułtana Muhammada III. Panował w latach 1792–1822. 

## Życiorys
Maulaj Sulajman objął tron po dwóch latach rządów swojego brata Jazida wśród walk o sukcesję, jakie ponownie rozgorzały po okresie spokoju za panowania Muhammada III. Początkowo musiał borykać się z opozycją złożoną ze zwolenników władzy jego drugiego brata Hiszama, którego również okrzyknięto sułtanem. Hiszam  ostatecznie abdykował na rzecz Sulajmana pod koniec 1797 roku. 
Podobnie jak jego ojciec, Sulajman starał się rozwijać handel z Europą poprzez ulgi podatkowe i celne. Szczególnie bliskie stosunki zawarł ze Stanami Zjednoczonymi. Rozwojowi handlu miał również służyć ogłoszony w 1817 roku oficjalny zakaz piractwa, którego wyegzekwowanie udało się jednak dopiero następcy Sulajmana sułtanowi Abd ar-Rahmanowi. 
Pod wpływem ruchów wahhabickich w środkowej Arabii Maulaj Sulajman pod koniec swojego panowania próbował również w Maroku odnowić religię muzułmańską. Zakaz kultu marabutów oraz uroczystości przy grobach świętych i niektórych rytuałów bractw islamskich natrafił jednak na zdecydowany opór społeczeństwa. Wkrótce doszło na tym tle do buntu bractw i marabutów. Po śmierci Sulajmana, jego następca, Abd ar-Rahman, podjął kroki zmierzające do załagodzenia sytuacji.